# Arteriopatia perifèrica
L'arteriopatia perifèrica o malaltia arterial perifèrica (MAP) o arteriopatia oclusiva perifèrica o malaltia oclusiva arterial perifèrica o arteriopatia obliterant perifèrica (tot i que també s'utilitzen per a aquesta mateixa patologia els termes etimològicament menys específics d'angiopatia perifèrica o malaltia vascular perifèrica), es refereix a l'obstrucció de les artèries grans, habitualment de l'extremitat inferior. Pot ser resultat de l'ateroesclerosi, processos inflamatoris que condueixen a l'estenosi, una embòlia, o la formació de trombes. La qual cosa produeix una isquèmia (manca de subministrament de sang) aguda o crònica.
També inclou un subconjunt de malalties classificades com a malalties microvasculars resultants d'estrenyiment episòdic de les artèries (fenomen de Raynaud), o l'ampliació de les mateixes (eritromelàlgia).

## Classificació
La malaltia oclusiva arterial perifèrica es divideix normalment en les etapes Fontaine, introduïdes per René Fontaine el 1954 per la isquèmia:
| Etapa | Etapa | Clínica                                                   |
| ----- | ----- | --------------------------------------------------------- |
| I     | I     | Asimptomàtica, obstrucció dels vasos sanguinis incompleta |
| II    | II    | Claudicació en les extremitats                            |
|       | IIA   | Claudicació a una distància superior a 200 metres         |
|       | IIB   | Claudicació de menys de 200 metres                        |
| III   | III   | Dolor en repòs, sobretot en els peus                      |
| IV    | IV    | Necrosi i/o gangrena de l'extremitat                      |

Una classificació més recent, de Rutherford, consisteix en tres graus i sis categories:
| Grau | Categoria | Clínica                                                                                      |
| ---- | --------- | -------------------------------------------------------------------------------------------- |
| 0    | 0         | Asimptomàtica                                                                                |
| I    | 1         | Claudicació lleu                                                                             |
| I    | 2         | Claudicació moderada                                                                         |
| I    | 3         | Claudicació severa                                                                           |
| II   | 4         | Dolor en repòs                                                                               |
| III  | 5         | Pèrdua de teixit menor; ulceració isquèmica que no excedeixi de l'úlcera dels dits dels peus |
| III  | 6         | Major pèrdua de teixit; úlceres isquèmiques greus o gangrena franca                          |

## Clínica
Al voltant del 20% dels pacients amb MAP lleu pot ser asimptomàtica, altres símptomes inclouen:
- Claudicació, debilitat, entumiment o rampes als músculs.
- Ferides o úlceres que cicatritzen lentament o no ho fan.
- Canvi notable en el color (color blavós o pal·lidesa, o rubor amb fredor) i/o de la temperatura (fredor) en comparació amb l'altra extremitat
- Creixement del pèl i les ungles disminuïda en l'extremitat afectada
- Disfunció erèctil[4]
- En casos avançats: dolor en repòs de l'extremitat, majorment distal. En aquest cas cal establir diagnòstic, ja que pot ser degut a un trastorn simultani amb la MAP: neuropatia diabètica, distròfia simpàtica reflexa, compressió de l'arrel nerviosa i més rarament degut a altres neuropaties perifèriques, rampa nocturna, malaltia de Buerger, etc.[5]

### Comorbiditats vasculars
En un estudi multicèntric, i en els que presentaven MAP, es troba que un 38% només presentaven MAP, un altre 38% MAP i coronariopatia, un altre 10% MAP i malaltia cerebrovascular i un 13% MAP, coronariopatia i malaltia cerebrovascular.

## Factors de risc

La il·lustració mostra com la MAP pot afectar les artèries de les cames. La figura de l'esquerra mostra una artèria normal amb flux normal de la sang. Dins del requadre es mostra una secció transversal de l'artèria normal. La figura de la dreta mostra una artèria amb placa que està bloquejant parcialment el flux de sang. Dins del requadre es mostra una secció transversal de l'artèria, ja més estreta.

Els factors de risc que contribueixen a la MAP són els mateixos que els de l'ateroesclerosi:
- Tabaquisme - el consum de tabac en qualsevol forma és la més important causa modificable de MAP internacional. Els fumadors tenen fins a un augment de deu vegades en el risc relatiu de malaltia vascular perifèrica en un efecte relacionat amb la dosi.[7] L'exposició al fum de segona mà de l'exposició del medi ambient també s'ha demostrat per promoure canvis en els vasos sanguinis que recobreixen (endoteli), que és un precursor de l'ateroesclerosi. Els fumadors tenen de 2 a 3 vegades més probabilitats de tenir la MAP de les extremitats inferiors de la malaltia arterial coronària.[8] Més del 80-90% dels pacients amb MAP de les extremitats inferiors són fumadors actuals o anteriors.[9] El risc de MAP s'incrementa amb el nombre de cigarrets fumats al dia i el nombre d'anys fumats.[10][11]
- Diabetis mellitus - fa que entre dues i quatre vegades més risc de MAP en causar una disfunció de les cèl·lules endotelials i de múscul llis en artèries perifèriques.[12][13][14] El risc de desenvolupar malaltia arterial perifèrica de les extremitats inferiors és proporcional a la gravetat i durada de la diabetis.[15] Els diabètics representen fins a un 70% de les amputacions no traumàtiques realitzades.
- Dislipèmia s'ha correlacionat amb MAP accelerat. La correcció de la dislipèmia amb dieta i/o medicaments s'associa amb una millora important en les taxes d'atac cardíac i accident cerebrovascular.[16]
- Hipertensió arterial es correlaciona amb un augment en el risc de desenvolupar MAP, així com dels esdeveniments coronaris i cerebrovasculars associats. La hipertensió augmenta el risc de la claudicació intermitent des de 2,5 a 4 vegades més gran en els homes i les dones, respectivament.[17]
- El risc de MAP també augmenta en les persones que tenen més de 50 anys, sexe masculí, obesitat, infart de miocardi o accident cerebrovascular previs,[18][19] o amb antecedents familiars de malaltia vascular.[20][21]
- Altres factors de risc que s'estan estudiant s'inclouen els nivells elevats de diversos mediadors inflamatoris com la proteïna C reactiva, el fibrinogen[22] o l'homocisteïna (es detecta la hiperhomocisteinèmia en aproximadament 30% dels pacients joves amb MAP); així com estats d'hiperviscositat o d'hipercoagulabilitat.

## Diagnòstic

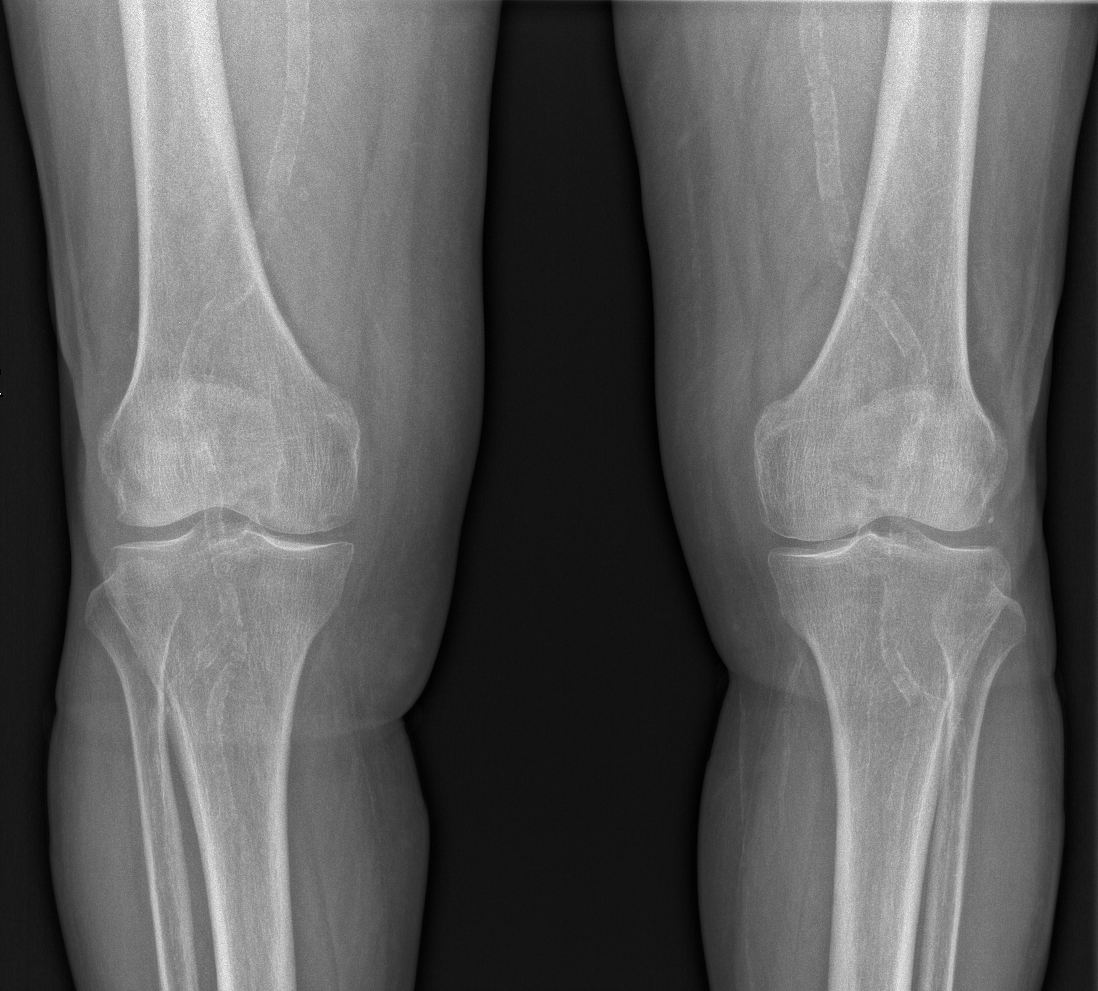
Radiografia de genolls amb calcificacions arterials en una malaltia vascular perifèrica, dona de 81 anys amb hipercolesterolèmia

Davant la sospita de MAP, l'estudi de primera línia és l'índex turmell-braç (ITB). Quan les lectures de la pressió arterial al turmell són més baixes que les dels braços, hi ha la sospita que hi hagi les obstruccions a les artèries que proporcionen sang des del cor fins al turmell. Valors d'ITB d'1,00 a 1,40 són normals. El pacient és diagnosticat de MAP quan l'ITB és ≤ 0,90. Valors d'ITB de 0,91-0,99 es consideren borderline i valors > 1,40 indiquen artèries no compressibles. La MAP es classifica com a lleu a moderada si l'ITB està entre 0,41 i 0,90, i un ITB menor de 0,40 és suggestiu de PAD severa. Aquestes categories relatius tenen valor pronòstic.
En els pacients amb sospita de MAP però amb ITB normals en repòs, es pot fer la prova d'ITB en esforç. Es registren els valors basals de l'ITB abans de l'exercici. Al pacient se li demana que faci un exercici (en general es fan caminar els pacients en una cinta a una velocitat constant) fins que es produeixi el dolor de la claudicació (o un màxim de 5 minuts), després d'això es torna a mesurar la pressió en el turmell. Una disminució d'ITB del 15-20% seria de diagnòstic de la MAP.
És possible que s'endureixen les parets dels vasos (degut a calcificacions que es produeixen en el desenvolupament de la diabetis crònica) i llavors generalment es produeixen falsos negatius, indicats, però no sempre, per un ITB anormalment alt (>1,40). Aquests resultats i davant les sospites comporten el realitzar proves de nivell superior.
L'ecografia Doppler de l'extremitat inferior per buscar en el lloc i l'extensió de l'ateroesclerosi, és generalment el següent pas, si l'ITB és anormal.
L'angiografia és la tècnica més fàcilment disponible i àmpliament utilitzada per obtenir imatges, introduint un agent de contrast mitjançant un catèter. S'insereix un catèter en l'artèria femoral comuna i es guia de forma selectiva a l'artèria en qüestió. Es prenen les radiografies mentre s'injecta un agent de contrast radiodens.
L'angiografia per tomografia computada proporciona imatges directes del sistema arterial com una alternativa a l'angiografia convencional. Proporciona l'avaluació completa de l'aorta i les artèries de les extremitats inferiors sense la necessitat d'un catèter, amb una vena perifèrica és suficient.
L'angiografia per ressonància magnètica (ARM) és un procediment de diagnòstic per imatges que utilitza una combinació d'imants grans, radiofreqüències i un ordinador per produir imatges detallades dels vasos sanguinis a l'interior del cos. Els avantatges de l'ARM inclouen la seva seguretat i la capacitat de proporcionar imatges d'alta resolució en tres dimensions (3D) de tot l'abdomen, la pelvis i extremitats inferiors en una sola sessió.

## Cribratge
Les guies actuals sobre la MAP proposen la realització de proves de cribratge per a persones asimptomàtiques, però no tenen un grau d'evidència desitjable. Tot i que seria aconsellable la seva determinació de l'índex turmell-braç amb persones amb risc cardiovascular, la indicació no està clarament establerta.

## Tractament
Depenent de la gravetat de la malaltia, es poden prendre les següents mesures:
- Deixar de fumar.
- Control de la diabetis.
- Control de la hipertensió.
- Control del colesterol, i administració de fàrmacs antiplaquetaris. L'àcid acetil salicílic, el clopidogrel i les estatines, redueixen els nivells de formació de coàguls i del colesterol, respectivament, i poden ajudar a disminuir la progressió de la malaltia i tractar els altres riscos cardiovasculars que pugui tenir el pacient.
- L'exercici regular per a les persones amb claudicació ajuda a obrir petits vasos alternatius (flux col·lateral) i, sovint, millora la limitació en caminar. L'exercici en cinta ergomètrica (35 a 50 minuts, 3 a 4 vegades per setmana[1]) ha estat revisat com un altre tractament amb una sèrie de resultats positius com la reducció dels esdeveniments cardiovasculars i una millor qualitat de vida.
- El cilostazol[30] o la pentoxifil·lina[31] són tractaments per alleujar els símptomes de la claudicació.[1]

No hi ha evidència clínica que l'aspirina sigui efectiva per tractar l'arteriopatia perifèrica, tot i que en alguns casos es pot prescriure per evitar el risc d'aparició de problemes cardiovasculars associats en pacients amb la malaltia. Tampoc s'ha demostrat l'eficàcia d'altres medicaments o vitamines.
Després d'haver realitzat les pautes de tractament citades o si els símptomes/signes són inacceptables, els pacients poden ser derivats a un cirurgià vascular, per valorar la indicació d'alguna de les següents tècniques:
- L'angioplàstia transluminal percutània (ATP) es poden realitzar a les lesions solitàries en les grans artèries, com l'artèria femoral, però les millores de l'angioplàstia poden no ser perllongades.[33][34] Les taxes de permeabilitat després de l'angioplàstia són més altes per a les artèries ilíaques, i menors en les artèries més distals. Altres criteris que afecten els resultats després de la revascularització són la longitud de la lesió, i el nombre de lesions.[35][36]
- L'extirpació de placa, en la qual es desenganxa i s'extreu la placa de la part interior de la paret del vas.
- Ocasionalment, es necessita una derivació per empelt per saltar-se una zona seriosament estenosada de l'artèria. Generalment, s'utilitza la vena safena, encara que materials artificials (de Gore-Tex) s'utilitzen sovint per grans extensions quan les venes són de menor qualitat.
- En rares ocasions, la s'utilitza simpatectomia (l'eliminació dels nervis que fan contracte d'artèries, portant efectivament a la vasodilatació).
- Quan ja s'ha produït la gangrena l'amputació és sovint el recurs necessari per aturar que els teixits necrosat infectats causin una septicèmia.
- La trombosi arterial o embòlia té un pronòstic ombrívol, però es tracta a vegades amb èxit amb la trombòlisi.

## Guies
Diverses guies d'orientació han estat desenvolupades, entre elles:
- TASC II Guidelines[5]
- ACC-AHA 2005 Guidelines[11]
- ACC-AHA 2011 focused update of the guideline[23]